# Inclusions fluïdes

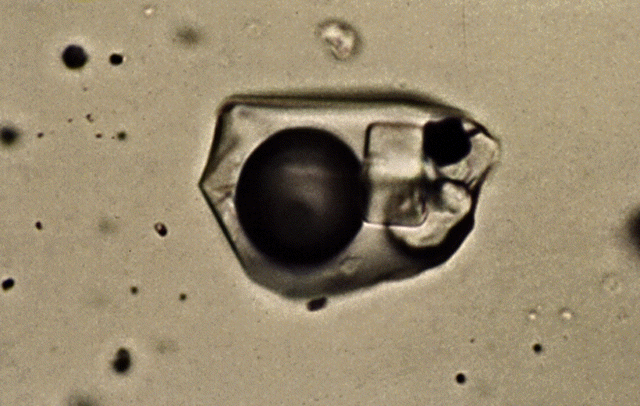
Inclusió fluïda del diàmetre d'un pèl humà.

Les inclusions fluïdes són fluids que es troben atrapats dins d'un mineral amb estructura cristal·lina. Ocorren en cristalls que es formen a partir de fluids (per exemple aigua o magma) i no solen sobrepassar 0,1 mm de diàmetre. Segons els seus orígens es poden distingir tres tipus d'inclusions fluïdes: 
- Primàries: Aquestes inclusions es formen durant el creixement del cristall i poden ocórrer aïllades, en petits grups d'inclusions fluïdes sense orientació particular o alineades paral·lelament a les zones de creixement del cristall.[2]
- Secundàries: Es formen en fractures en cristalls que han estat penetrades per fluids per després segellar-se mitjançant l'autoreparació del cristall. Ocorren com lineaments d'inclusions que arriben a tocar la superfície del cristall i fins i tot de vegades continuar en cristalls limítrofs.[2]
- Pseudo-secundàries: Es tracta d'inclusions que pels seus lineaments semblen secundaris encara que en realitat es tracta d'inclusions primàries. Se'ls considera un subgrup de les inclusions primàries.[2]

De les inclusions fluïdes es pot obtenir informació com la temperatura i pressió a la qual es va formar el mineral que conté a més del tipus es fluid de com es va formar i la densitat d'aquest fluid.